# ریاضیات پایه

مجموعه ای از شکل‌های هندسی با رنگ‌های مختلف برای تشخیص تشابه؛ شکل‌ها و هندسهٔ پایه در ریاضیات پایه بسیار مهم است.

نمایش شکلی برابر بودن حاصل ۲+۳ و ۳+۲ (جابجایی در جمع). معمولاً از سیب برای نمایش ریاضیات در کتاب‌های کودکان استفاده می‌شود.

ریاضیات پایه عبارت است از عنوان‌هایی از ریاضیات که در دوران دبستان تا متوسطه آموزش داده می‌شود.
ریاضیات پایه پنج شاخه دارد که عبارتند از: حس اعداد و عددسازی، اندازه‌گیری، هندسه و حس بعد فضایی، الگوسازی و جبر، مدیریت داده و احتمالات. این پنج عنوان، بخش‌هایی از ریاضیات اند که از کلاس یکم تا هشتم آموزش داده می‌شود.
در آموزش متوسطه عنوان‌های اصلی ریاضی از کلاس نهم تا دهم عبارتند از: حس اعداد و جبر، روابط خطی، اندازه‌گیری و هندسه. دانش آموز هنگامی که به کلاس دهم و یازدهم می‌رسد درس‌هایی را فرامی گیرد که او را برای ریاضیات دانشگاهی آماده کند که عبارتند از توابع، حسابان و بردارها، توابع پیشرفته و مدیریت داده.